# Snuttefilt

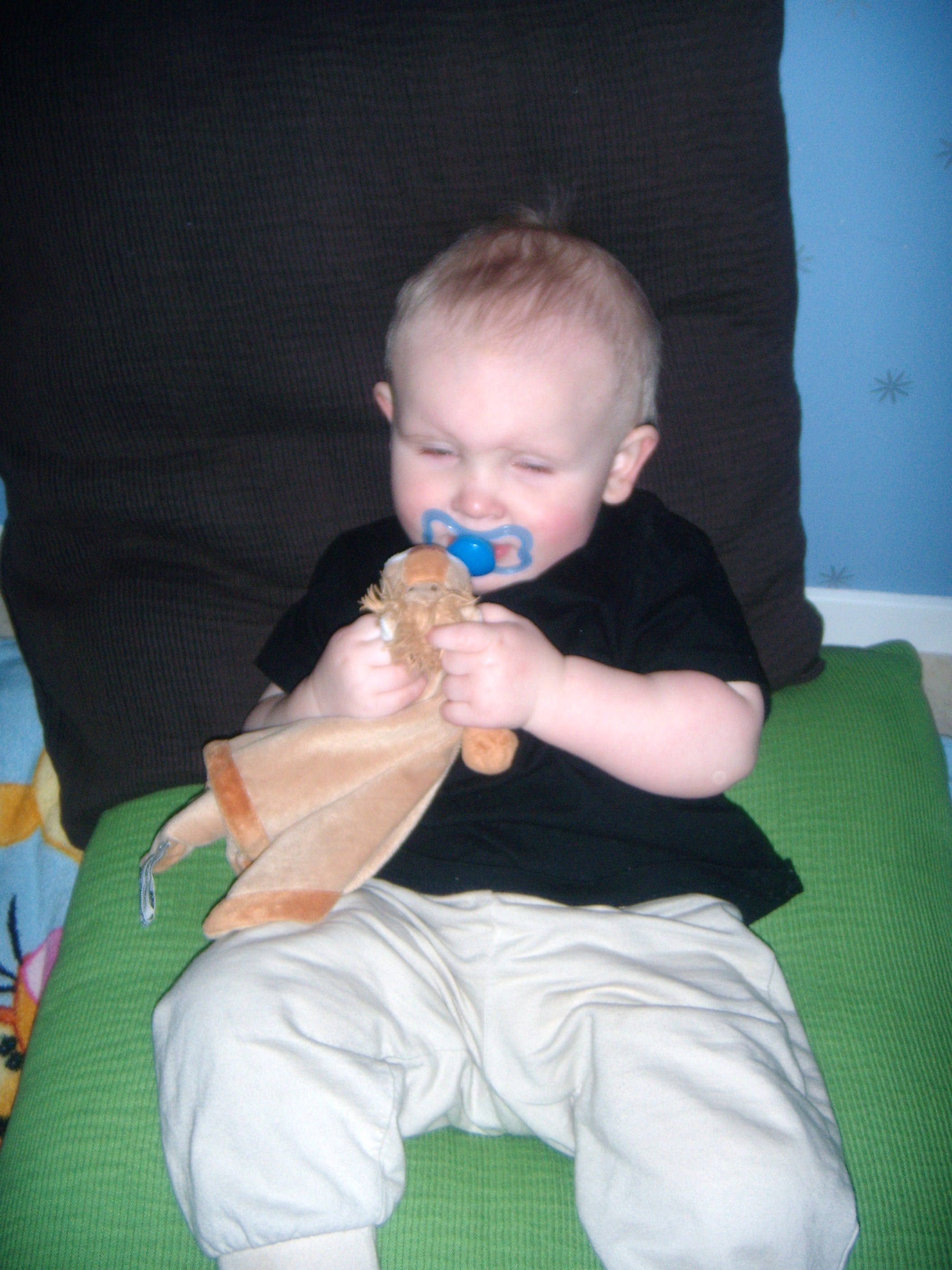
Litet barn med sin snutte

En snuttefilt eller snutte är en liten filt eller ett tygstycke som används av spädbarn och yngre barn. Snutten kan även bestå av ett litet lätt och mjukt kramdjur med exempelvis särskilt lång klänning. Snutten kan ge barnet en känsla av trygghet och säkerhet, exempelvis när barnet ska sova. Barnet brukar inte uppskatta när föräldrar vill tvätta snutten, eftersom lukten och känslan i den förändras då.
Snuttefilt ska inte förväxlas med sovfilt/vilofilt, som fungerar som ett enkelt täcke åt barnen under exempelvis förskolornas vilostund.